# 니콜로 다 폰테

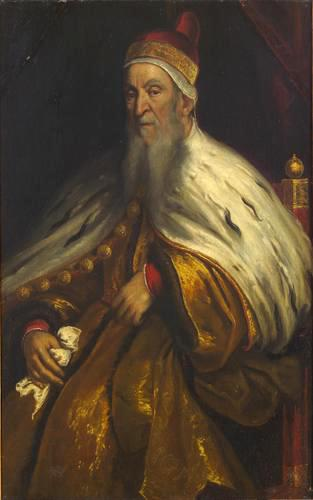
팔마 조바네가 그린 니콜로 다 폰테의 초상화.

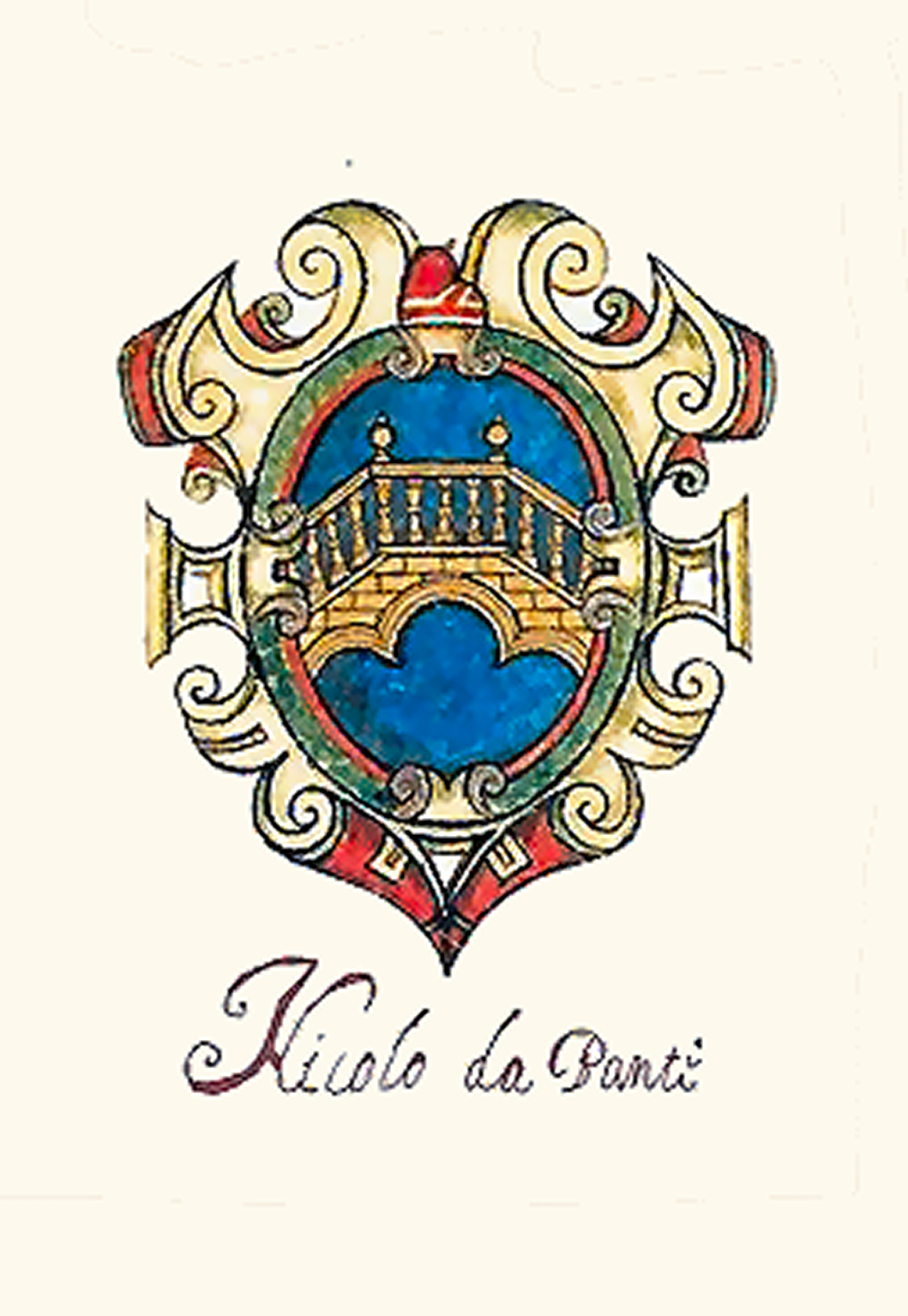
니콜로 다 폰테의 문장.

니콜로 다 폰테(Nicolò da Ponte, 1491년 1월 15일 - 1585년 7월 30일)는 1578년부터 1585년까지 부임했던 제87대 베네치아 공화국의 도제이다.

## 생애
다 폰테는 베네치아의 산타녜세(Sant’Agnese)에서 귀족인 안토니오 다 폰테(Antonio da Ponte)와 콘스탄티노플을 고향으로 둔 그의 부인 레지나 스판돌리노(Regina Spandolino)의 아들로 태어났다. 다 폰테는 상당한 재산을 지니고 있었던 네그로폰테가 오스만에게 정복된 후, 일부 경제적 어려움을 겪었으며, 그의 아버지가 그리스인과 혼인함으로써 그에게 동방의 교역 관심을 유지하게 해주었다.
다 폰테의 경제적 어려움에도 이냐초 단티(Ignazio Danti)에게 교육을 받고 파도바 대학에서 철학을 공부하는등 그는 훌륭한 교육을 받았다. 그러나 그는 학업을 끝냈지 못 했으며, 캉브레 동맹 전쟁 발발로 그 원인을 추정하고 있다. 그는 베네치아에서 의학 박사 학위를 받았다 (1514년).
모든 젊은 베네치아의 귀족들처럼, 그는 촉망한 쿠루스 호노룸(cursus honorum, 뛰어난 신체적, 지적 재능을 가지고)을 시작하여, 콜레조 데이 사비(Collegio dei Savi)로 선출되었으나 갑작스럽게 해고 당하였다. 1512년부터 1530년 사이 20년 간 그는 무역에 종사하여 바쁜 것으로 보이며 산마우리초(San Maurizio)에 호화스러운 궁전을 지을 수 있고 150,000 두카트 가량의 추정되는 재산을 축적하며 성공을 거뒀다. 1521년에 그는 리알토의 학교에서 철학 강사로 2년 동안 세바스티안 포스카리니(Sebastian Foscarini)를 대신하기도 했다.
그는 1520년 아르칸젤라 알비세 카날(Arcangela Alvise Canal)과 혼인하여 안토니오와 파울리네, 두 명의 자녀를 두었다. 그의 아들은 그보다 빨리 죽었고, 니콜로는 그가 사망할 때 재산을 니콜로라는 이름의 조카에게 남겼다. 1590년 조카 니콜로가 후계자를 두지 못하고 사망하면서, 다 폰테 가는 단절되었다.

## 도제
1570년 다 폰테는 산마르코의 행정관이 되었으며, 1578년 3월 3일에 44회에 이르는 긴 투표를 거쳐 도제에 선출됐다.
80대의 나이에 도제에 선출됐지만, 매우 활발한 활동을 하였다. 젊은 귀족들이 1581-82년에 내부 위기를 벌이며 10인 의회의 개혁을 이끌게 하였다. 몇 차례 그는 반교권주의자임을 밝힌바 있었다. 1585년 7월 94세의 나이로 사망하였다.